# Рум'янцев Федір Васильович
Федір Васильович Рум'янцев — російський актор театру і кіно, сценарист, директор театру Акторський дім Колібрі (місто Зарайськ, Московської області, РФ)

## Біографія
Федір Рум'янцев народився 1961 року у Костромській області Росії, закінчив ЛДІТМіК (СПбДАТІ). З 1978 по 1992 рік працював у театрах Архангельська, Оренбурга, Актау. З 1989 року працює в Акторському домі «Колібрі» — ляльковому театрі, який з 2008 року базується у місті Зарайську Московської області. Дружина — Рум'янцева Наталія Анатоліївна — провідна актриса того ж театру.

## Театральна творчість
Федір Рум'янцев зіграв у майже 50 театральних виставах, поставник 7 вистав, автор 4 вистав для дитячих театрів та театру ляльок. Працював ведучим теле та радіопрограм.

## Фільмографія
- «Матвіїва радість» (рос. «Матвеева радость»)
- «Сибірочка» (рос. «Сибирочка»)
- «Завтрашні турботи» (рос."Завтрашние заботы")
- «Відчиніть, міліція!» (рос."Откройте, милиция!")
- «Злочин буде розкрито» (рос."Преступление будет раскрыто")
- «Слід» (рос."След")
- «Шпигунські ігри» (рос."Шпионские игры")
- «Кулагін та партнери» (рос."Кулагин и партнёры")
- «Закон та порядок» (рос."Закон и порядок")
- «Адвокат»
- «Крем»
- «Вогонь любові» (рос."Огонь любви")
- «Безмовний свідок» (рос."Безмолвный свидетель")
- «Татові дочки» (рос."Папины дочки")
- «Час Волкова»
- «Глухар-2» (рос."Глухарь-2")
- «Подружжя» (рос."Супруги")
- «Каменська-6» (рос."Каменская-6")
- «Звіробій-3» (рос."Зверобой-3")
- «Маруся»
- «Інститут благородних панянок» (рос."Институт благородных девиц")
- «Глухар-3» (рос."Глухарь-3")
- «П'ятницький» (рос."Пятницкий")

## Додаткові дані
Голос — баритон, вміє плавати, стріляти з дрібнокаліберної гвинтівки та пістолета, водити мотоцикл.